# Правовое регулирование эвтаназии

Текущий статус эвтаназии в мире:
Активная добровольная эвтаназия легальна (Бельгия, Канада, Колумбия, Люксембург, Нидерланды, Новая Зеландия, Португалия, Испания и австралийские штаты Новый Южный Уэльс, Квинсленд, Южная Австралия, Тасмания, Виктория и Западная Австралия)
Пассивная эвтаназия легальна (отказ от лечения / прекращение жизнеобеспечения)
Активная эвтаназия незаконна, пассивная эвтаназия не закреплена законодательно или не регулируется
Все формы эвтаназии запрещены

Текущий статус эвтаназии в Европе:
Активная добровольная эвтаназия легальна
Пассивная эвтаназия легальна
Активная эвтаназия незаконна, пассивная эвтаназия не закреплена законодательно или не регулируется
Все формы эвтаназии запрещены

Правовое регулирование эвтаназии варьируется в зависимости от страны. Усилия по изменению государственной политики в отношении эвтаназии людей в XX и XXI веках в отдельных западных странах имели ограниченный успех. Политика эвтаназии человека также разрабатывалась различными НПО, в первую очередь медицинскими ассоциациями и правозащитными организациями. По состоянию на май 2023 года эвтаназия законна в Бельгии, Канаде, Колумбии, Люксембурге, Нидерландах, Новой Зеландии, Португалии, Испании и во всех шести штатах Австралии (Новый Южный Уэльс, Квинсленд, Южная Австралия, Тасмания, Виктория, и Западная Австралия). Эвтаназия была недолго легальна в Северной территории в период с 1996 по 1997 год, но была отменена федеральным законом. В 2021 году суд в Перу разрешил эвтаназию для одного человека — Аны Эстрады.
Эвтаназию не следует путать с ассистированным суицидом, который может быть легальным в некоторых других правовых системах.

## Хронология легализации
|   | Страна         | Способ легализации                                             | Дата вступления в силу                 |
| - | -------------- | -------------------------------------------------------------- | -------------------------------------- |
| 1 | Нидерланды     | Принято Генеральными штатами                                   | 1 апреля 2002 года                     |
| 2 | Бельгия        | Принято Федеральным парламентом Бельгии                        | 28 мая 2002 года                       |
| 3 | Люксембург     | Принято Палатой депутатов                                      | 19 марта 2009 года                     |
| 4 | Колумбия       | Постановление Конституционного суда Колумбии                   | 15 декабря 2014 года                   |
| 5 | Канада         | Принято Парламентом Канады                                     | 17 июня 2016 года                      |
| 6 | Испания        | Принято Генеральными кортесами                                 | 25 июня 2021 года                      |
| 7 | Новая Зеландия | Принято парламентом Новой Зеландии и утверждено на референдуме | 6 ноября 2021 года                     |
| 8 | Португалия     | Принято Ассамблеей Республики                                  | Будет объявлено (23 августа 2023 года) |

## Законодательство об эвтаназии по странам

### Австралия
Во всех штатах Австралии приняты законы, разрешающие добровольную помощь при смерти. Эти законы имеют ограниченную сферу действия и разрешают ассистированный врачом суицид, если человек страдает от заболевания, которое является прогрессирующим, неизлечимым, необратимым, причиняет невыносимые страдания и приведет к смерти в ближайшие шесть месяцев или 12 месяцев при нейродегенеративных заболеваниях. Первой это сделала Виктория; её Закон о добровольной помощи при смерти 2017 года вступил в силу в июне 2019 года, а Западная Австралия приняла аналогичный закон в декабре 2019 года. Последним штатом Австралии, где были приняты законы, разрешающие добровольную помощь при смерти, стал Новый Южный Уэльс 19 мая 2022 года. До введения таких законов в редких случаях выдвигались обвинения в «пособничестве и подстрекательстве» к самоубийству других людей.
На территориях ситуация иная. В Северной территории эвтаназия в 1996—1997 годах была легальна в соответствии с Законом о правах неизлечимо больных 1995 года. В отличие от штатов, законодательство территорий не гарантируется конституцией Австралии. В 1997 году федеральное правительство Австралии отменило законодательство Северной территории, приняв Акт о законах об эвтаназии 1997 года, однако он был отменен в декабре 2022 года с принятием Акта о восстановлении прав территории. В течение короткого периода, когда эвтаназия была легальна в Северной территории, доктор Филипп Ничке помог трём людям покончить с жизнью с помощью ассистированного суицида, используя своё запатентованное изобретение — машину Deliverance.
Программы добровольной помощи при смерти действуют в следующих штатах: Виктория — с 19 июня 2019 года, Западная Австралия — с 1 июля 2021 года, Тасмания — с 23 октября 2022 года, Квинсленд — с 1 января 2023 года, Южная Австралия — с 31 января 2023 года. Новый Южный Уэльс стал последним штатом, где в мае 2022 года было принято законодательство об оказании помощи при смерти, которое вступит в силу 28 ноября 2023 года.

### Азербайджан
В Азербайджане запрет эвтаназии закреплён законодательно, так согласно Уголовному кодексу Азербайджана, эвтаназия «наказывается исправительными работами на срок до двух лет либо лишением свободы на срок до трёх лет с лишением права занимать определённую должность или заниматься определённой деятельностью на срок до трёх лет или без такового».

### Албания
В Албании нет специализированного законодательства, регулирующего вопросы эвтаназии. Пассивная эвтаназия не запрещена законом, но только в случае нахождения пациента в вегетативном состоянии и невозможности возвращения его в сознание. Активная эвтаназия любыми способами запрещена Уголовным кодексом Албании в любом случае.

### Аргентина
9 мая 2012 года Сенат Аргентины принял закон, позволяющий отказаться от лечения, искусственно продлевающего жизнь пациентов с неизлечимыми или необратимыми симптомами. Согласие может быть дано самим пациентом или, если он не в состоянии сделать это, его родственниками или законными представителями. Он был подписан президентом Аргентины Кристиной Фернандес де Киршнер и был обнародован 24 мая 2012 года как «Закон 26742». Его действие не распространяется на Аргентинскую Антарктику.

### Беларусь
В Беларуси эвтаназия запрещена законом. За любое действие или бездействие по прекращению жизни пациента по его просьбе врачам грозит уголовная ответственность в соответствии со ст. 31 закона Республики Беларусь от 18 июня 1993 г. № 2435-XII «О здравоохранении» и рядом статей Уголовного кодекса Республики Беларусь.

### Белиз
В Белизе Уголовным кодексом установлен прямой запрет пассивной и активной эвтаназии.

### Бельгия
Федеральный парламент Бельгии легализовал эвтаназию 28 мая 2002 года.
В исследовании, опубликованном в 2010 году, сообщалось, что умершие от эвтаназии (по сравнению с другими смертями) чаще были молодыми, мужского пола, больными раком и умирали чаще всего в своих домах. Почти во всех случаях сообщалось о невыносимых физических страданиях. Эвтаназия для пациентов, не находящихся в терминальном состоянии, применялась редко. С момента введения закона в действие ежегодно регистрируется около 1400 случаев, а в 2013 году было зарегистрировано рекордное количество случаев — 1807.
В декабре 2013 года Сенат Бельгии проголосовал за распространение закона об эвтаназии на неизлечимо больных детей. К детям, желающим получить эвтаназию, предъявляются следующие условия: «пациент должен осознавать своё решение и понимать смысл эвтаназии», «просьба должна быть одобрена родителями и медицинским персоналом ребёнка», «его болезнь должна быть неизлечимой» и «он должен испытывать сильную боль при отсутствии доступных методов лечения для облегчения его страданий». Психолог также должен определить степень зрелости пациента для принятия решения. В поправке подчёркивается, что просьба пациента должна быть добровольной. Первый случай, когда несовершеннолетний прошёл эвтаназию в соответствии с этими новыми правилами, произошёл в сентябре 2016 года.
В сентябре 2014 года Федеральная комиссия по эвтаназии предоставила осуждённому насильнику и убийце Франку Ван Ден Бликену право на ассистированное самоубийство. Ван Ден Бликен отбывал десятилетия в тюрьме за преступление 1989 года и больше не хотел жить. Более десятка других заключенных подали аналогичные прошения. В январе 2015 года Министерство юстиции признало, что врачи Ван Ден Бликена рекомендовали отказаться от эвтаназии и что для него будет найдена альтернативная психологическая помощь.
В конце 2014 года врач ввел смертельную дозу наркотиков пациенту, который в течение многих лет боролся с психическим заболеванием, по его собственной просьбе.

«Идея заключается в том, что люди, страдающие психическими заболеваниями, должны иметь те же права, что и люди, страдающие физическими заболеваниями.»
В январе 2020 года суд присяжных в Генте оправдал трёх врачей по обвинению в убийстве за эвтаназию, проведённую в 2010 году.

### Бразилия
Законодательство Бразилии не допускает пассивной и активной эвтаназии. Законодательство о предоставлении медицинской помощи и подзаконные акты Министерства здравоохранения Бразилии не содержит норм об эвтаназии, но содержит прямой запрет врачам в отказе в предоставлении медицинской помощи. При этом с 2018 года ставка делается на предоставление паллиативной помощи (Резолюция Министерства здравоохранения Бразилии № 41 «О рекомендациях по организации паллиативной помощи в рамках помощи, оказываемой через Единую систему здравоохранения»). Осуществление пассивной, а также и активной эвтаназии преследуется как простое (умышленное) убийство согласно Уголовному кодексу Бразилии.

### Великобритания
Активная эвтаназия является незаконной на всей территории Великобритании, включая все Британские заморские территории, в том числе и в Британской антарктической территории. Любой человек, уличённый в оказании помощи в самоубийстве, нарушает закон и может быть осуждён за помощь в самоубийстве или попытку сделать это.
В период с 2003 по 2006 год лорд Джоффе предпринял четыре попытки внести на рассмотрение законопроекты, которые легализовали бы добровольную эвтаназию — все они были отклонены Палатой общин и Палатой лордов Парламента Великобритании. В настоящее время доктор Найджел Кокс является единственным британским врачом, осуждённым за попытку проведения эвтаназии. В 1992 году он был приговорён к 12 месяцам лишения свободы условно.
Что касается принципа двойного эффекта, то в 1957 году судья Девлин на процессе по делу доктора Джона Бодкина Адамса постановил, что причинение смерти путем введения пациенту смертельных препаратов, если намерением было исключительно облегчить боль, не считается убийством, даже если смерть является потенциальным или даже вероятным результатом.
Пассивная эвтаназия является законной только на территории Англии и Уэльса в виде заранее принятых решений, дающих пациентам право отказаться от лечения, направленного на спасение жизни. Пища и жидкие напитки также могут быть изъяты у человека, находящегося в перманентном вегетативном состоянии, без необходимости получения разрешения суда.

### Дания
В течение многих лет Фолькетинг назначал комиссии по этике, которые каждый раз рекомендовали отказаться от легализации, однако в Дании она до сих пор не запрещена законом, а исследование, опубликованное в 2003 году, показало, что 41 % смертей под медицинским наблюдением были связаны с принятием врачами решений об облегчении страданий своих пациентов перед смертью (около 1 % из них были связаны с использованием рецептурных препаратов). Схожий правовой статус эвтаназия носит и в Гренландии и на Фарерских островах, где датское законодательство действует со значительными ограничениями.

### Германия
Пассивная эвтаназия является законной на федеральном и земельном уровнях в Германии, если пациент сам просит об этом. 17 мая 2014 года Федеральный конституционный суд легализовал пассивную эвтаназию путём прекращения жизнеобеспечения пациентов, которые просят об этом. Формы активной эвтаназии, включая введение смертельных препаратов, являются незаконными.
6 ноября 2015 года Бундестаг принял законопроект, предусматривающий уголовную ответственность за ассистированное самоубийство, если оно совершается в по-деловому. Под «по-деловому» законодатель подразумевал любую повторяющуюся помощь. Следовательно, под этим термином обычно подразумеваются врачи. При этом намерения в получении выгоды не требовалось.
2 марта 2017 года Федеральный административный суд постановил, что в чрезвычайных обстоятельствах отказ организации в предоставлении доступа к веществам, продлевающим жизнь, является незаконным. Соответствующая правовая основа должна толковаться в соответствии с фундаментальным правом на личное самоопределение.
7 мая 2019 года Федеральный суд, изменив свою предыдущую судебную практику от 1984 года, подтвердил, что врачи не обязаны останавливать наступление смерти человека, который в соответствии с действительным самостоятельным решением предпринимает попытку самоубийства.
26 февраля 2020 года Федеральный конституционный суд признал положение, предусматривающее наказание за оказание помощи в самоубийстве, неконституционным и, следовательно, недействительным. Это положение нарушает фундаментальное право на личное самоопределение.

### Израиль
Израильский уголовный закон запрещает причинение смерти другому человеку и в частности, запрещает сокращение жизни другого человека. Активная эвтаназия была разрешена в отдельных случаев в соответствии с израильским законодательством. В 2005 году были выдвинуты предложения разрешить проведение пассивной эвтаназии с помощью механизма выключателя, аналогичного субботним часам. В 2006 году при Кнессете была создана комиссия Штейнберга для изучения возможности переосмысления вопросов жизни и смерти в контексте еврейского законодательства, которая предложила, чтобы в больницах были созданы комитеты, определяющие, будет ли пациентам предоставлена пассивная эвтаназия.

### Индия
Пассивная эвтаназия в Индии разрешена законом. 7 марта 2018 года Верховный суд Индии легализовал пассивную эвтаназию путем прекращения жизнеобеспечения пациентов, находящихся в перманентном вегетативном состоянии. Решение действует во всех штатах и на всех территориях страны. Формы активной эвтаназии, включая введение смертельных соединений, являются незаконными.

### Ирландия
В Ирландии врач (или любой другой человек) не имеет права активно способствовать смерти человека. Однако не является незаконным отмена системы жизнеобеспечения и другого лечения («право на смерть»), если человек (или его ближайшие родственники) просит об этом. Опрос газеты Irish Times в сентябре 2010 года показал, что большинство, 57 % взрослых, считают, что ассистированный суицид должен быть легальным для смертельно больных пациентов, которые об этом просят. Врачи могут прекратить проведение жизнеобеспечивающих процедур, таких как искусственная вентиляция легких, трубка для кормления и т. д., после введения седативных препаратов, позволяя пациенту спокойно умереть во сне. Это происходит только при наличии определённых обстоятельств.
7 октября 2020 года законопроект «О смерти с достоинством» прошёл второе чтение, а откладывающая поправка была отклонена, что приблизило Ирландию к легализации помощи при смерти.

### Испания
Активная эвтаназия и ассистированный суицид являются легальными в Испании.
В феврале 2020 года Генеральные кортесы Испании проголосовали за одобрение планов по легализации добровольной эвтаназии. Законопроект прошёл через комитет и Сенат Испании перед окончательным голосованием в нижней палате. Конгресс депутатов одобрил законопроект в декабре 2020 года.
17 декабря 2020 года Конгресс депутатов принял законопроект, регулирующий право на эвтаназию. Окончательный проект, авторство которого приписывается Марии Луизе Карседо, получил поддержку 192 законодателей (PSOE, Podemos, ERC, Ciudadanos, Junts per Catalunya, PNV, Bildu, CUP, Más País, BNG), оппозицию 138 (PP, Vox, UPN) и 2 воздержавшихся. Учитывая широкую поддержку парламента и включение незначительных поправок, закон был возвращён в Конгресс депутатов для окончательного утверждения.
18 марта 2021 года Генеральные кортесы Испании проголосовали за окончательное чтение законопроекта, тем самым сделав его законом. Он был санкционирован королём 24 марта 2021 года и опубликован в BOE на следующий день. Закон вступил в силу 25 июня 2021 года, через три месяца после его публикации.

### Италия
Статья 579 Уголовного кодекса Италии запрещает активную эвтаназию. Пассивная эвтаназия оставалась незаконной в соответствии со статьей 580 Уголовного кодекса, пока Конституционный суд не признал такое ограничение неконституционным в 2019 году.

### Канада
Добровольная активная эвтаназия, называемая «ассистированная врачом смерть», разрешена в Канаде всем людям старше 18 лет, страдающим неизлечимым заболеванием, которое прогрессирует до такой степени, что естественная смерть становится «разумно предсказуемой». Чтобы предотвратить суицидальный туризм, воспользоваться ею могут только люди, имеющие право претендовать на канадскую медицинскую страховку. Легализация этой практики произошла в 2015/2016 годах в результате ряда постановлений Верховного суда, отменивших запрет Канады на суицид с медицинской помощью. Ниже приводится хронология событий:
6 февраля 2015 года Верховный суд Канады единогласно постановил в деле Картер против Канады, что взрослые канадцы, обладающие психической дееспособностью и испытывающие невыносимые и постоянные страдания, имеют право на помощь врача при смерти. Однако суд приостановил действие своего решения на 12 месяцев, чтобы дать правительству возможность подготовить законодательство и разработать новые законы и политику в отношении помощи при смерти. В январе 2016 года суд предоставил дополнительное 4-месячное продление приостановки действия своего решения, чтобы дать время вновь избранному либеральному правительству проконсультироваться с канадцами по поводу разработки закона, который будет соответствовать этому решению. В качестве временной меры суд также постановил, что провинциальные суды могут начать одобрять заявления на эвтаназию до принятия нового закона.
Доклад парламентского комитета, которому было поручено изучить этот вопрос в свете решения Верховного суда Канады, рекомендовал, чтобы любой человек, испытывающий «невыносимые страдания», мог обратиться за помощью к врачу, чтобы умереть. 14 апреля 2016 года федеральное либеральное правительство Канады приняло закон о легализации помощи при смерти на более жёстких условиях, чем рекомендовал комитет, разрешив доступ только тем, кто страдает неизлечимыми заболеваниями, для которых смерть «разумно предвидима». Ассоциация гражданских свобод Британской Колумбии утверждает, что правительственный закон об оказании помощи при смерти является неконституционным, поскольку он ограничивает доступ только тем, чья смерть «разумно предсказуема», а не предоставляет доступ любому человеку, страдающему от «тяжелого и непоправимого» состояния — определение, использованное Верховным судом Канады в своем судебном постановлении, которое, по мнению BCCLA, включает в себя нетерминальные состояния.
Законопроект получил значительную многопартийную оппозицию в Сенате, где его критиковали за то, что он был подготовлен слишком быстро и является слишком ограничительным по сравнению с решением Верховного суда. В результате Сенат внёс ряд поправок в законопроект. Палата общин приняла все поправки, внесённые Сенатом, кроме одной, которая отменяла требование о том, что смерть должна быть «разумно предсказуемой».
17 июня 2016 года в Канаде был принят закон о разрешении ассистированного самоубийства, который прошёл обе палаты Парламента Канады и получил Королевское согласие от генерал-губернатора Канады Дэвида Ллойда Джонстона.

### Кения
Законодательство Кении прямо запрещает как активную, так и пассивную эвтаназию. Запрет установлен Уголовным кодексом Кении.

### Колумбия
Колумбия является одной из первых стран, легализовавших эвтаназию. Решением 6-3 Конституционный суд Колумбии постановил в 1997 году, что «никто не может быть привлечён к уголовной ответственности за лишение жизни смертельно больного пациента, который дал на это чёткое согласие», по сообщению The Washington Post. Суд определил «неизлечимо больного» человека как человека с такими заболеваниями, как «онкология, СПИД, почечная или печеночная недостаточность, если они неизлечимы и являются причиной крайних страданий», сообщает Post. В постановлении было отказано в разрешении эвтаназии для людей с дегенеративными заболеваниями, такими как болезнь Альцгеймера, Паркинсона или Лу Герига. 15 декабря 2014 года Конституционный суд дал Министерству здравоохранения и социальной защиты 30 дней на публикацию руководящих принципов для сектора здравоохранения, чтобы гарантировать прекратившим существование больным пациентам, желающим подвергнуться эвтаназии, их право на достойную смерть. Конституционный суд Колумбии в июле 2021 года расширил требования к доступу и практике эвтаназии на нетерминальных пациентов, при этом стоит отметить, что в Колумбии нет специального закона о статусе эвтаназии.

### Латвия
Эвтаназия не разрешена законом в Латвии. Однако врач может отказаться от дальнейшего лечения пациента при его согласии, если считает, что это лучший вариант решения проблемы, однако это не отменяет прямой запрет пассивной эвтаназии путём отключения аппаратов жизнеобеспечения без согласия пациента.

### Литва
Эвтаназия не разрешена законом в Литве. Однако по состоянию на 2016 год в Сейме был подготовлен проект закона о праве на смерть.

### Люксембург
20 февраля 2008 года Палата депутатов Люксембурга приняла в первом чтении законопроект, легализующий эвтаназию, 30 из 59 голосов «за». 19 марта 2009 года законопроект прошёл второе чтение, сделав Люксембург третьей страной Европейского союза после Нидерландов и Бельгии, где эвтаназия декриминализирована. Смертельно больные пациенты имеют право на проведение эвтаназии после получения одобрения двух врачей и группы экспертов.

### Мексика

Текущий правовой статус эвтаназии в Мексике:
Пассивная эвтаназия законна
Законодательно не закреплено

В Мексике активная эвтаназия запрещена законом, но с 7 января 2008 года закон разрешает смертельно больным — или ближайшим родственникам, если они находятся в бессознательном состоянии — отказаться от приема медикаментов или дальнейшего медицинского лечения для продления жизни (также известная как пассивная эвтаназия) в Мехико, в центральном штате Агуаскальентес (с 6 апреля 2009 года) и, с 1 сентября 2009 года, в западном штате Мичоакан. Аналогичный закон, содержащий те же положения на национальном уровне, был одобрен Сенатом, а инициатива по декриминализации активной эвтаназии была внесена в Палату депутатов Конгресса Мексики 13 апреля 2007 года.

### Молдова
В Молдове запрещены все формы эвтаназии. Также все формы эвтаназии запрещены законодательством непризнанной Приднестровской Молдавской Республики, контролирующей административно-территориальные единицы левобережья Днестра. На территории Молдовы запрет действует на основании статей 150 и 162 Уголовного кодекса. Согласно им:
Статья 150. Доведение до самоубийства или пособничество самоубийству:

(1) Умышленное склонение к самоубийству или содействие самоубийству, в том числе с использованием электронных коммуникационных средств, приведшее к самоубийству, наказывается лишением свободы на срок от 2 до 5 лет.(2) Действия, предусмотренные в пункте (1), совершенные:a) заведомо в отношении несовершеннолетнего;b) в отношении лица, находящегося в материальной или иной зависимости от виновного, наказываются лишением свободы на срок от 5 до 9 лет.(3) Действия, предусмотренные в пункте (1), совершенные в отношении:a) несовершеннолетнего в возрасте до 14 лет;b) двух или более лиц, наказываются лишением свободы на срок от 9 до 12 лет.(4) Если действия, предусмотренные частями (1) - (3), привели к попытке самоубийства, минимальный срок наказания сокращается вдвое.
Статья 162. Неоказание помощи больному человеку:

(1) Неоказание без уважительных причин помощи больному лицом, которое в силу закона или специальных правил обязано было ее оказать, — наказывается штрафом в размере от 550 до 850 условных единиц или неоплачиваемыми общественными работами от 100 до 240 часов.(2) То же деяние, спровоцировавшее по неосторожности:a) тяжкий вред телесной неприкосновенности или здоровью;b) смерть пациента, — наказывается лишением свободы на срок до пяти лет с лишением права занимать определённые должности или заниматься определённой деятельностью на срок до 3 лет.

### Нидерланды
В «деле Постма» 1973 года врач была осуждена за то, что способствовала смерти своей матери после неоднократных недвусмысленных просьб об эвтаназии. Поддерживая обвинительный приговор, суд установил критерии, при которых врач не обязан поддерживать жизнь пациента вопреки его воле. Этот набор критериев был официально закреплен в ходе ряда судебных дел в 1980-х годах.
В 2001 году Генеральные штаты приняли закон, легализующий эвтаназию для лиц старше 12 лет, включая ассистированный врачом суицид. Этот закон кодифицирует двадцатилетнюю конвенцию о непривлечении к ответственности врачей, совершивших эвтаназию в очень специфических случаях, при очень специфических обстоятельствах. Министерство здравоохранения, социального обеспечения и спорта утверждает, что эта практика «позволяет человеку достойно завершить свою жизнь после получения всех доступных видов паллиативной помощи». Действие закона не распространяется на Арубу, Кюрасао, Синт-Мартен, Бонайре, Синт-Эстатиус и Сабу. Организация Объединённых Наций рассмотрела и прокомментировала закон об эвтаназии в Нидерландах.
В сентябре 2004 года был разработан Гронингенский протокол, который устанавливает критерии, которые должны быть соблюдены для проведения детской эвтаназии без привлечения врача к ответственности.

### Новая Зеландия
Добровольная эвтаназия стала законной в Новой Зеландии после вступления в силу 7 ноября 2021 года Закона о выборе конца жизни 2019 года. Ассистированный суицид является незаконным в соответствии со статьей 179 Закона о преступлениях Новой Зеландии 1961 года, согласно которой «помощь и пособничество самоубийству» считается уголовным преступлением, то есть выбор остается исключительно за человеком при условии, что он страдает неизлечимым заболеванием.
Две попытки декриминализации — законопроект «Смерть с достоинством» 1995 года и законопроект «Смерть с достоинством» 2003 года — потерпели неудачу, причем последний — с перевесом всего в три голоса в парламенте Новой Зеландии. В мае 2012 года член Лейбористской партии Новой Зеландии Мэриэн Стрит в частном порядке внесла в избирательную урну — «Законопроект о выборе вариантов окончания жизни», который был принят членом парламента Иэйн Лис-Гэллоуэй, когда она не смогла переизбраться на всеобщих выборах 2014 года. Законопроект был снят с рассмотрения в декабре 2014 года по просьбе лидера Лейбористской партии Эндрю Литтла, поскольку считалось, что этот вопрос отвлекает от более важных проблем, которые волнуют партию.
В ноябре 2019 года законопроект члена парламента Дэвида Сеймура «О выборе конца жизни», который в случае успеха легализует ассистированный суицид для отдельной группы людей, прошёл третье чтение 69 голосами «за» при 51 «против». В обмен на то, что партия Новая Зеландия прежде всего поддержала законопроект в третьем чтении, законопроект был вынесен на обязательный референдум, который прошёл одновременно с всеобщими выборами 2020 года, состоявшимися 17 октября 2020 года. Референдум прошёл с результатом 65,1 % голосов, результаты были официально объявлены 7 ноября 2020 года. Закон о выборе конца жизни вступил в силу 7 ноября 2021 года, через 12 месяцев после объявления официальных результатов.
При этом стоит отметить, что любое законодательство Новой Зеландии вне вопросов обороны и уголовного права не действует на Токелау без согласия (ратификации) законодательной власти Токелау, поэтому эвтаназия остаётся незаконной в Токелау. На территориях Островов Кука и Ниуэ любое законодательство Новой Зеландии не имеет юридической силы, поэтому активная и пассивная эвтаназия остаётся незаконной.
Согласно Договору об Антарктике 1961 года новозеландские территориальные претензии в Антарктике признаны бессрочно замороженными, кроме того правовые акты Великобритании 1923 года о передаче антарктической зависимой территории Росса в управление Новой Зеландии не предусматривают распространения на неё действия законодательства Новой Зеландии, поэтому на ней продолжает действовать запрет эвтаназии.

### Норвегия
В Норвегии нет специального закона, регулирующего эвтаназию. Активная добровольная эвтаназия остается незаконной согласно Уголовному кодексу, хотя лицо, осуществляющее уход, может получить смягчённое наказание за лишение жизни человека, давшего на это согласие.

### Перу
По законам Перу эвтаназия является преступлением, хотя предпринимаются некоторые попытки пересмотра законодательства.
В октябре 2009 года Специальная комиссия по пересмотру Уголовного кодекса при Конгрессе Республики поддержала предложение, в котором была сделана попытка внести изменения в статью 112 Уголовного кодекса, но она не увенчалась успехом.
Тем не менее, в начале 2015 года случай чилийской девушки Валентины Маурейры, страдающей муковисцидозом, неизлечимым заболеванием, которая попросила разрешить эвтаназию в ее стране, заинтересовал прессу Чили, а также зарубежные СМИ.
4 марта того же года перуанский законодатель Роберто Ангуло Альварес, член парламентской группы «Достоинство и Демократия», мотивированный этим случаем, представил билль, предлагающий разрешить ассистированную смерть в случае терминальной или дегенеративной болезни, с целью «избежать физических и психологических страданий пациента, а также ненужных расходов для членов семьи и государства». Ангуло Альварес также утверждал, что его законодательный проект «будет способствовать уважению свободы личности и человеческого достоинства».

### Польша
Активная эвтаназия в Уголовном кодексе Польши определяется как всегда возникающая под влиянием сочувствия к страдающему человеку и по его просьбе. Она запрещена; рассматривается как разновидность убийства, наказуемого в более мягкой форме. Виновный наказывается лишением свободы на срок от 3 месяцев до 5 лет. В исключительных случаях суд может проявить снисхождение или даже отменить приговор. Положение статьи 150 Уголовного кодекса, определяющее убийства эвтаназией преступлением, не предусматривает, однако, обязательного требования, чтобы просящее об этом лицо было неизлечимо больным, но это требование введено прецедентным правом. Особым видом преступления, связанным с эвтаназией в широком смысле этого слова, является содействие самоубийству (статья 151 Уголовного кодекса), которое также включает так называемое эвтаназийное содействие самоубийству, то есть помощь в самоубийстве неизлечимо больного человека.

### Португалия
После парламентских выборов 2019 года, в феврале 2020 года, эвтаназия была одобрена Ассамблеей Республики левыми и либеральными партиями. 29 января 2021 года Ассамблея Республики утвердила окончательный вариант закона, поддержав законопроект 136 голосами. Президент Республики Марселу Ребелу де Соуза — католик — 18 февраля обратился в Конституционный суд Республики с просьбой дать оценку закону. 15 марта Конституционный суд заявил, что закон неточно определяет обстоятельства, при которых могут проводиться процедуры, и, таким образом, объявил его неконституционным.
Когда законопроект вновь поступил в парламент, он был переформулирован и принят снова. 5 ноября 2021 года Ассамблея Португалии приняла пересмотренный законопроект, направленный на устранение конституционных проблем. Президент вновь наложил вето на законопроект после консультации с Конституционным судом. 30 января 2022 года в Португалии состоялись внеочередные выборы. Опрос, проведённый в 2020 году, показал, что почти 50,5 % португальцев поддерживают декриминализацию эвтаназии.
9 июня 2022 года португальские законодатели предприняли третью попытку, одобрив его в целом в парламенте и окончательно 9 декабря 2022 года. Теперь в тексте дается определение смерти с медицинской помощью как смерти, которая «наступает по собственному решению человека, при осуществлении его основного права на самоопределение», и когда она «осуществляется или поддерживается медицинским работником». Он будет применяться исключительно к взрослым, испытывающим «страдания большой интенсивности, постоянные травмы чрезвычайной тяжести или серьезное и неизлечимое заболевание». Он также устанавливает минимальный срок в два месяца между началом процесса и наступлением смерти с медицинской помощью и предусматривает обязательную психологическую поддержку пациента. Президент решил повторно направить его в Конституционный суд Португалии для «упреждающего рассмотрения», ссылаясь на то, что «правовая определенность и безопасность необходимы в центральной области прав, свобод и гарантий». 31 января 2023 года Суд вновь отклонил закон, указав на «недопустимую неясность» в его формулировке и фактически отправив текст обратно в парламент, который уже почти три года пытается принять закон в пользу эвтаназии. Теперь парламент сможет переработать текст и вновь представить его на промульгацию тому же президенту Республики. Прогрессивный парламентарий Изабель Морейра, ярая сторонница легализации эвтаназии, в ответ заявила, что это всего лишь «семантическая проблема» и что «большинство аргументов президента Республики не были приняты», после чего отметила, что «если речь идет об исправлении слова, мы будем готовы это сделать».
Вновь переформулированный указ, на который глава государства наложил вето 29 апреля в четвертый раз, был подтвержден 12 мая большинством голосов в парламенте и, наконец, обнародован президентом 16 мая. Согласно статье 136.º, nº 2 Конституции Португалии, после наложения вето на указ, «если Ассамблея Республики утверждает его абсолютным большинством действующих депутатов, Президент Республики должен обнародовать его в течение восьми дней после получения». Изабель Морейра сказала: «Мы утверждаем закон, который уже несколько раз был одобрен огромным большинством голосов».

### Россия
С ноября 2011 года Федеральный закон РФ № 323 прямо запрещает эвтаназию в соответствии со статьей 45. Несмотря на то, что эвтаназия объявлена незаконной, законодательство не предусматривает наказание, за исключением Уголовного кодекса, который предусматривает наказание за обычные убийства и непредумышленные преступления. Также не существует закона, который бы наказывал конкретно за незаконную практику эвтаназии.
Активная эвтаназия была ненадолго узаконена в Советской России в 1922 году.

### Румыния
Согласно Уголовному кодексу, эвтаназия в Румынии запрещена и наказывается лишением свободы на срок от 1 до 5 лет.
«Убийство, совершённое по явной, тяжкой, осознанной и неоднократной просьбе потерпевшего, страдавшего неизлечимой болезнью или тяжелым медицинским заболеванием, причиняющим постоянные и невыносимые страдания, наказывается лишением свободы на срок от одного года до пяти лет», — согласно статье 190 Уголовного кодекса.

### Сербия
Эвтаназия в Сербии запрещена законом. Как следует из статьи 117 «Убийство из сострадания» — «Лицо, лишающее жизни взрослого человека из сострадания в связи с тяжёлым состоянием здоровья, в котором он находится, и по его серьезной и явной просьбе, будет наказано лишением свободы на срок от шести месяцев до пяти лет.»

### Словакия
В Словакии эвтаназия запрещена, так как согласно уголовному законодательству это преступление, также, согласно ст. 15 п. 2 Конституции Словацкой Республики «никто не может быть лишён жизни».

### США
Активная эвтаназия запрещена законом на всей территории Соединённых Штатов. Пациенты сохраняют право отказаться от медицинского лечения и получить соответствующее обезболивание по их просьбе (пассивная эвтаназия), даже если их выбор ускоряет их наступление их смерти. Кроме того, бесполезные или несоразмерно обременительные методы лечения, такие как аппараты жизнеобеспечения, могут быть отменены при определённых обстоятельствах и, согласно федеральному законодательству и законодательству большинства штатов, только с информированного согласия пациента или, в случае недееспособности пациента, с информированного согласия лица, заменяющего его по закону. Верховный суд США не рассматривал «вопросы качества жизни» или «вопросы бесполезности» и, похоже, одобряет активную или пассивную «эвтаназию» (юридическое определение отсутствует) только в том случае, если есть четкие и убедительные доказательства того, что информированное согласие на эвтаназию, пассивную или активную, было получено от дееспособного пациента или законного представителя недееспособного пациента.
В то время как активная эвтаназия является незаконной на всей территории США, ассистированный суицид легален в Колорадо, Орегоне, Гавайях, Нью-Мексико, Вашингтоне, Вермонте, Мэне, Нью-Джерси, Калифорнии, округе Колумбия, и де-факто легален в Монтане. Кроме того, Луизиана в своем Билле о правах напрямую запрещает эвтаназию как жестокое и необычное наказание.

### Турция
Эвтаназия в Турции строго запрещена. Человек, который помог другому покончить жизнь самоубийством или другими способами, будет наказан за помощь и содействие самоубийству в соответствии со статьей 84 Уголовного закона Турции. Что касается активной эвтаназии, статья 81 того же закона гласит, что любой человек, совершивший этот акт, будет осуждён и наказан пожизненным заключением, как за обычное убийство.

### Уругвай
С 1933 года Уголовный кодекс Уругвая, статья 37, принимает «Убийство из сострадания», первый юридический документ, включающий эвтаназию. Важно сказать, что в этом юридическом документе не использовалось данное определение. В другой статье, 127, судья мог освободить врача от ответственности, если это действие было совершено по желанию пациента и врач имел почетную репутацию. Основным автором этого Уголовного кодекса был Хименес де Асуа, испанский криминалист, который ввел это понятие в своей книге «Libertad de amar y derecho a morir: ensayos de un criminalista sobre eugenesia, eutanasia, endocrinología», опубликованной в Мадриде (Испания) в 1928 году. Первое предложение рассматривать эвтаназию как убийство было сделано Руем Сантосом в его докторской диссертации «Da resistencia dos estados mórbidos à therapeutica e da incurabilidade perante a euthanásia», в Faculdade de Medicina da Bahia/Brazil, в 1928 году. Он провел различие между эвтаназией как убийством и эвтаназией как самоубийством, вероятно, это была первая цитата об ассистированном суициде.

### Филиппины
Эвтаназия является незаконной на Филиппинах. В 1997 году Сенат Филиппин рассмотрел вопрос о принятии законопроекта, легализующего пассивную эвтаназию. Законопроект встретил сильную оппозицию со стороны католической церкви страны. В случае легализации Филиппины стали бы первой страной, легализовавшей эвтаназию. Согласно действующему законодательству, врачи, помогающие пациенту умереть, могут быть заключены в тюрьму и обвинены в халатности.

### Финляндия
Активная эвтаназия не является законной в Финляндии. Пассивная эвтаназия, однако, разрешена, в том числе на Аландских островах.

### Франция
В июле 2013 года президент Франции Франсуа Олланд заявил о своей личной поддержке декриминализации добровольной эвтаназии во Франции, что было одним из его предвыборных обещаний («введение права на достойную смерть»), несмотря на возражения Национального консультативного комитета Франции по этике (фр. Comité national consultatif d'éthique), который заявил о «злоупотреблениях» в соседних странах, которые декриминализировали и урегулировали добровольную эвтаназию или ассистированный врачом суицид (Бельгия, Швейцария, Нидерланды и Люксембург). Более социально консервативные представители католической церкви и других основных религиозных групп во Франции объявили, что после выражения несогласия с введением однополых браков во Франции, их следующей целью может стать возможная декриминализация добровольной эвтаназии.
В январе 2016 года Национальное собрание и Сенат парламента Франции одобрили меру, которая, не ограничиваясь эвтаназией, позволила бы врачам держать пациентов в терминальной стадии заболевания под седацией до самой смерти.
Действие закона о пассивной эвтаназии распространяется также и на все заморские территории Франции.

### Чешская Республика
В Чешской Республике эвтаназия и ассистированный суицид являются незаконными. И то, и другое считается убийством. Они запрещены статьями 143 и 144 Уголовного кодекса Чешской Республики.

### Чили
Активная эвтаназия или ассистированное самоубийство не являются законными в Чили. Однако пассивная эвтаназия разрешена. С 2012 года в соответствии с положением о правах пациентов создано право на информированное согласие, которое позволяет принимать или отказываться от любого медицинского лечения. Пациенты могут отказаться от лечения, если они находятся в терминальной стадии. В настоящее время в Национальном конгрессе обсуждается законопроект о разрешении активной эвтаназии и ассистированного самоубийства. Законопроект был в целом одобрен Палатой депутатов 12 декабря 2020 года.

### Швейцария
В Швейцарии смертельные препараты могут быть выписаны швейцарцу или иностранцу, если получатель принимает непосредственное участие в приёме препарата. В целом, статья 115 Уголовного кодекса Швейцарии, вступившая в силу в 1942 году (написанная в 1918 году), считает содействие самоубийству преступлением только в том случае, если мотив является корыстным.

### Швеция
Пассивная эвтаназия была признана законной после знаменательного решения суда в 2010 году. В Швеции нет отдельного определения эвтаназии по закону. Это означает, что медицинский работник может законно прекратить жизнеобеспечение по просьбе пациента, если он понимает последствия, озвученные медицинским работником. При этом введение смертельного вещества также является незаконным.

### Южная Корея
Национальное собрание и Министерство здравоохранения и социального обеспечения Республики проголосовали за пассивную эвтаназию, которая вступила в силу с февраля 2018 года, и объявили о принятии законопроекта «О благополучном уходе из жизни». Однако тема и дебаты об эвтаназии в Южной Корее велись давно, начиная с 4 декабря 1997 года, когда врач был отправлен в тюрьму на большой срок за добровольное прекращение жизнеобеспечения пациента, потерявшего рассудок в результате травмы головы, по просьбе его жены. Этот инцидент хорошо известен в Корее как «Инцидент в больнице Борамаэ» (кор. 보라매병원 사건). Другой инцидент, вызвавший новые дебаты, связан с заключением в тюрьму отца, который отключил от аппарата искусственного дыхания своего сына, потерявшего рассудок.
Пациенты, которые могут рассчитывать на активную или пассивную эвтаназию в Республике Корея, предназначены только для неизлечимо больных людей с минимальными шансами на выздоровление. Пациенты, имеющие благоприятную реакцию на какие-либо лекарства или не находящиеся в быстро ухудшающемся состоянии здоровья, ведущем к неминуемой смерти, не могут быть признаны таковыми. Для проведения эвтаназии пациенты должны иметь подтверждение зарегистрированного врача и врача, а пациенты находящиеся в состоянии комы должны иметь одобрение обоих опекунов.

### Япония
В Японии нет официальных законов о статусе эвтаназии, нет по данному вопросу и решений Кабинета министров Японии, а Верховный суд Японии никогда не выносил решений по этому вопросу. На сегодняшний день политика Японии в отношении эвтаназии была определена двумя местными судебными делами: одно в Нагое в 1962 году, а другое после инцидента в университете Токай в Токио в 1995 году. В первом случае речь шла о «пассивной эвтаназии» (яп. 消極的安楽死, сё:кёкутэки анракуси) (то есть позволить пациенту умереть, отключив систему жизнеобеспечения), а во втором — об «активной эвтаназии» (яп. 積極的安楽死, сэккёкутэки анракуси) (например, через инъекцию). Решения по этим делам определили правовые рамки и ряд условий, при которых пассивная и активная эвтаназия может быть законной. Тем не менее, в обоих случаях врачи были признаны виновными в нарушении этих условий при лишении жизни своих пациентов. Кроме того, поскольку выводы этих судов ещё не подтверждены на национальном уровне, эти прецеденты не являются обязательными для исполнения. Тем не менее, в настоящее время в Японии существует предварительная правовая база для осуществления эвтаназии.
В случае пассивной эвтаназии должны быть выполнены три условия:
1. Пациент должен страдать неизлечимым заболеванием и находиться на последней стадии болезни, от которой он/она вряд ли выздоровеет;
2. Пациент должен дать чёткое согласие на прекращение лечения, и это согласие должно быть получено и сохранено до наступления смерти. Если пациент не в состоянии дать четкое согласие, его согласие может быть определено на основании заранее составленного документа, такого как прижизненное завещание, или показаний членов семьи;
3. Пациент может быть подвергнут пассивной эвтаназии путём прекращения медицинского лечения, химиотерапии, диализа, искусственного дыхания, переливания крови, капельницы и т. д.

Для активной эвтаназии необходимо соблюдение четырёх условий:
1. Пациент должен страдать от невыносимой физической боли;
2. Смерть должна быть неизбежной и приближающейся;
3. Пациент должен дать согласие (в отличие от пассивной эвтаназии, прижизненного завещания и согласия семьи будет недостаточно).
4. Врач должен (безрезультатно) исчерпать все другие меры по облегчению боли.

Возникшие в связи с этим проблемы, а также проблемы, с которыми сталкиваются многие другие семьи в стране, привели к созданию «спецотрядов по биоэтике». Эти команды будут предоставляться семьям неизлечимо больных пациентов, чтобы помочь им вместе с врачами принять решение, основанное на личных обстоятельствах конкретного случая. Хотя проект находится на ранней стадии и зависит от «субсидий Министерства здравоохранения, труда и благосостояния», планируется создать некоммерческую организацию, которая «позволит продолжить эту работу».

## Неправительственные организации
Существует ряд исторических исследований о политике профессиональных ассоциаций в отношении эвтаназии. В своем анализе Броди, Б. А. и др. (2001) сочли необходимым выделить такие темы, как эвтаназия, ассистированный врачом суицид, осознанное согласие и отказ, предварительные указания, беременные пациентки, принятие решений о суррогатных детях (включая новорождённых), отказ от реанимации, необратимая потеря сознания, качество жизни (как критерий ограничения ухода по окончании жизни), отказ от вмешательства и его бесполезность. Аналогичные разграничения, по-видимому, существуют и за пределами США, как, например, в отношении весьма спорных заявлений Британской медицинской ассоциации.
Говоря об эвтаназии (в данном исследовании она определяется как непосредственное причинение смерти), Броди подводит итог деятельности американских медицинских НПО:

Дебаты в этической литературе относительно эвтаназии так же разделены, как и дебаты о ассистированном врачом суициде, возможно, даже больше. Часто приводятся убедительные аргументы, подкрепленные утверждениями о злоупотреблениях добровольной эвтаназией в Нидерландах..... Аргументы против основываются на целостности медицины как профессии. В ответ на это в поддержку эвтаназии приводятся аргументы, основанные на принципах автономии и качества жизни, подчеркиваемые утверждениями о том, что если единственным способом облегчить боль или страдания умирающего пациента является смертельная седация с потерей сознания, то смерть является предпочтительной альтернативой - аргумент, который также приводится в поддержку ассистированного врачом суицида.
Другие НПО, выступающие за и против различных мер, связанных с эвтаназией, встречаются по всему миру. Среди сторонников, возможно, ведущей НПО является британская организация «Достоинство в смерти», преемница Общества (добровольной) эвтаназии. Помимо профессиональных и религиозных групп, в разных странах существуют неправительственные организации, выступающие против эвтаназии.

## Заметки
1. ↑  Россия: Несмотря на то, что эвтаназия объявлена незаконной, законодательство не предусматривает наказание, за исключением Уголовного кодекса, который предусматривает наказание за обычные убийства и непредумышленные преступления.

### Цитируемые работы
- McDougall, Jennifer Fecio. Euthanasia: A Reference Handbook / Jennifer Fecio McDougall, Martha Gorman. — Santa Barbara : ABC-CLIO, 2008. — P. 89. — ISBN 978-1-59884-121-3.